# Марка-Єль
Ма́рка-Єль (рос. Марка-Ель) — річка в Республіці Комі, Росія, права притока річки Ілич, правої притоки річки Печора. Протікає територією Троїцько-Печорського району.
Річка починається на південно-східних схилах гори Ошка-Чук (висота 492 м), протікає на південний схід та схід. У нижній течії по лівому березі знаходиться гора Марко-Чук. Впадає до Ілича в районі колишнього присілка Ук'юдін.